# Daniel Fripan
Daniel Fripan (* 1984) ist ein deutscher Filmschauspieler.

## Leben
Fripan startete seine Schauspielkarriere 1999 mit einer Rolle in Esther Gronenborns Jugenddrama Alaska.de. In den Jahren darauf folgten zunächst mehrere größere TV-Angebote.
In den Jahren 2008 bis 2015 arbeitete Daniel Fripan auch viel für Kinoproduktionen und mit namhaften Regisseuren wie Marco Kreuzpaintner, Dani Levy, Philip Koch, Christian Schwochow, Filippos Tsitos und Nikias Chryssos.
Mit dem Film Hochhaus von Nikias Chryssos wurde Daniel Fripan 2006 in die Reihe Perspektive Deutsches Kino der Berlinale eingeladen. 
2015 war er mit einem weiteren Film von Nikias Chryssos auf der Berlinale: In Der Bunker spielt Fripan den achtjährigen Klaus (Hauptrolle), der abgeschieden im Wald in einem unterirdischen Bunker aufwächst. Auf dem Filmfestival Fantaspoa in Brasilien erhielt er für diese Rolle im Mai 2015 den Preis als bester Darsteller.

## Filmografie
- 2000: Alaska.de, Regie: Esther Gronenborn, Kino
- 2000: Der Puma – Kämpfer mit Herz: Der Außenseiter, Regie: Michael Heiter, RTL
- 2002: Wolffs Revier: Heiße Suppe, Regie: Peter Jürgensmeier, Sat.1
- 2002: Die Wache: Verflucht, Regie: Norbert Skowranek, RTL
- 2002: Herzschlag, Regie: Aljoscha Wetermann, ZDF
- 2006: Hochhaus, Regie: Nikias Chryssos (Berlinale 2006)
- 2006: Hundefutter, Regie: Till Kleinert, Kurzfilm
- 2007: 5 Brote, 2 Fische, Regie: Alex Eslam, Kurzfilm
- 2007: Der Kriminalist, Regie: Thomas Jahn, ZDF
- 2007: Im nächsten Leben, Regie: Marco Mittelstaedt, ZDF
- 2008: Krabat, Marco Kreuzpaintner, Kino
- 2009: Deutschland 09, Regie: Dani Levy, Kino
- 2010: Picco, Regie: Philip Koch, Kino
- 2012: Der Turm, Regie: Christian Schwochow, ARD
- 2013: Der Kriminalist, Regie: Filippos Tsitos, ZDF
- 2015: Der Bunker, Regie: Nikias Chryssos, Kino
- 2021: A Pure Place

## Auszeichnungen
- Internationales Filmfestival Fantaspoa 2015, Brasilien: Bester Darsteller in Der Bunker